# Nacionalni park Mavrovo
Nacionalni park Mavrovo (makedonski: Национален Парк Маврово (Nacionalen Park Mavrovo)) najveći je od tri nacionalna parka u Sjevernoj Makedoniji. Osnovan je 1948. godine, a obuhvaća planine: Korab, Dešat, jugozapadne ogranke Šar-planine, velike dijelove planine Bistre, te sjeverne dijelove Krčine. Središnji dio parka zauzima dolina i slijev rijeke Radike.

## Flora i fauna
U parku su najzastupljenije bukove šume. Tu živi oko 60 endemskih vrsta biljaka.
Što se tiče faune, nacionalni park Mavrovo dom je za 140 vrsta ptica (Sivi sokol, Orao krstaš, Suri orao), 11 vrsta vodozemaca, 12 vrsta gmazova i 38 vrsta sisavaca (medvjed, ris, divokoza, divlja mačka).

## Ostali makedonski nacionalni parkovi
- Nacionalni park Galičica
- Nacionalni park Pelister

## Vanjske poveznice
- Službene stranice Nacionalnog parka Mavrovo
- O Nacionalnom parku Mavrovo (na engleskom jeziku)